# 1949 en santé et médecine
| Années de la santé et de la médecine : 1946 - 1947 - 1948 - 1949 - 1950 - 1951 - 1952    |
| Décennies de la santé et de la médecine : 1910 - 1920 - 1930 - 1940 - 1950 - 1960 - 1970 |

Cet article présente les faits marquants de l'année 1949 en santé et médecine.

## Évènements
- La revue Science du 28 janvier 1949 publie une communication des professeurs John Enders, Frederick Robbins et Thomas Weller, sur la réussite de la culture in vitro du virus poliomyélitique (souche Lansing) sur des cellules embryonnaires humaines. Cette découverte ouvre de nouvelles espérances dans la création d'un vaccin et vaudra à leurs auteurs le Prix Nobel de physiologie ou médecine en 1954[1].

## Décès
- 5 août : Ernest Fourneau (né en 1872), chimiste et pharmacologiste français.
- date inconnue : 
  - Marcel Boppe, chirurgien français, spécialiste en orthopédie (né en 1891).